# Quận Hamilton, Texas
Quận Hamilton (tiếng Anh: Hamilton County) là một quận trong tiểu bang Texas, Hoa Kỳ. Quận lỵ đóng ở thành phố Hamilton6. Theo kết quả điều tra dân số năm  2000 của Cục điều tra dân số Hoa Kỳ, quận có dân số 8299 người. Quận được đặt tên theo James Hamilton Jr..

## Thông tin nhân khẩu
Theo điều tra dân số 2 năm 2000, quận đã có dân số 8.229 người, 3.374 hộ gia đình, và 2.324 gia đình sống trong quận hạt. Mật độ dân số là 10 người trên một dặm vuông (4 / km ²). Có 4.455 đơn vị nhà ở mật độ trung bình trong 5 trên một dặm vuông (2 / km ²). Cơ cấu điểm chủng tộc của dân cư quận bao gồm 93,81% người da trắng, 0,15% (12) đen hoặc người Mỹ gốc Phi, 0,44% (36) người Mỹ bản xứ, 0,15% (12) châu Á, 0,05% (4) Thái Bình Dương, 4,36% từ các chủng tộc khác, và 1,05% từ hai hoặc nhiều chủng tộc. 7,41% dân số là người Hispanic hay Latino thuộc một chủng tộc nào.
Có 3.374 hộ, trong đó 27,40% có trẻ em dưới 18 tuổi sống chung với họ, 58,20% là đôi vợ chồng sống với nhau, 7,70% có một chủ hộ nữ và không có chồng, và 31,10% là không lập gia đình. 28,40% hộ gia đình đã được tạo ra từ các cá nhân và 17,40% có người sống một mình 65 tuổi hoặc lớn tuổi hơn là người. Cỡ hộ trung bình là 2,37 và cỡ gia đình trung bình là 2,89.
Trong quận, cơ cấu độ tuổi dân cư với 23,80% dưới độ tuổi 18, 6,00% 18-24, 22,90% 25-44, 23,80% từ 45 đến 64, và 23,60% từ 65 tuổi trở lên đã được những người. Độ tuổi trung bình là 43 năm. Đối với mỗi 100 nữ có 93,50 nam giới. Đối với mỗi 100 nữ 18 tuổi trở lên, đã có 87,10 nam giới.
Thu nhập trung bình cho một hộ gia đình trong quận đạt mức 31.150 USD, và thu nhập trung bình cho một gia đình là $ 39.494. Phái nam có thu nhập trung bình $ 26.703 so với 20.192 $ cho phái nữ. Thu nhập bình quân đầu người là 16.800 USD. Có 10,60% gia đình và 14,20% dân số sống dưới mức nghèo khổ, bao gồm 21,20% những người dưới 18 tuổi và 13,80% của những người 65 tuổi hoặc hơn.